# Step (filme)
Step (em russo:  Степь) é um filme de drama histórico soviético de 1977 dirigido por Sergei Bondarchuk.

## Enredo
O filme é uma adaptação do romance homônimo de Anton Tchekhov.

## Elenco
- Oleg Kuznetsov como Egóruchka
- Vladimir Sedov como Kuzmitchov
- Nikolay Trofimov como Padre Khristofor
- Sergei Bondarchuk como Yemelyan
- Ivan Lapikov como Pantelei
- Georgi Burkov como Vasya
- Stanislav Lyubshin como Konstantin Zvonyk
- Innokenty Smoktunovsky como Moissei Moisséitch
- Anatoly Vasilyev como Dímov
- Valery Zakhariev como Styopka
- Igor Kvasha como Solomon Moiseyevich
- Lillian Malkina como Roza
- Irina Skobtseva como Condessa Dranitskaya
- Natalya Andrejchenko como menina em feixes
- Mikhail Gluzsky como Varlámov
- Mikhail Kokshenov como Kiriukha
- Vasily Livanov como Kazimir[5]